# Kemiri Kidul
Kemiri Kidul is een bestuurslaag in het regentschap Purworejo van de provincie Midden-Java, Indonesië. Kemiri Kidul telt 1969 inwoners (volkstelling 2010).